# Dějiny Osijeku
Dějiny chorvatského města Osijek jsou staré skoro dva tisíce let. 

## Starověk
Na místě dnešního města Osijek se nacházelo několik dávných osad. Nejznámější a nejvýznamnější z nich byla keltská vesnice Mursa. Ta se nacházela v místech dnešního Dolního města. Archeologický průzkum lokality odhalil pozůstatky keltské svatyně z 2. století př. n. l.
V blízkosti nebo po odchodu Keltů se na místě původní osady utábořili římští vojáci, kteří obsazovali území budoucí provincie Pannonia. Až do poloviny 18. století byly v okolí někdejšího tábora zachovány pozůstatky dvojitého příkopu a násypů. Ještě v té době totiž byly zakresleny na mapách; s rozvojem města a výstavbou nových čtvrtí však byly zasypány a zarovnány. Nejprve se zde nacházel vojenský tábor (v období přelomu letopočtu), později stálejší osídlení. Římské castrum mělo síť pravoúhlých ulic a malé opevnění na břehu řeky Drávy, které mělo chránit přístaviště. Přes řeku nechali Římané vystavět most.
Za vlády císaře Hadriána neslo tehdejší sídlo jméno Colonia Aelia Mursa, doložené v první polovině 2. století (rok 133). Mursa se rozrostla do podoby antického města a její zástavba přesáhla na západní straně linii původních hradeb. Samotná Mursa byla opevněna dvojitými hradbami ze západní, jižní a východní strany, každá strana byla dlouhá okolo 600 m. Rozšíření města bylo prozkoumáno podrobněji při archeologickém průzkumu v roce 2001; nová část města měla kromě hlavní tři metry široké ulice i klasický římský amfiteátr, který se nacházel jihozápadně od původního centra města. Existoval rovněž i kamenný most přes řeku Drávu, který stál na šesti pilířích.
V roce 351 se před hradbami Mursy odehrála bitva mezi vojsky císaře Konstantina II. a uzurpátora Magnentia. Poté, co císař Konstantin II. zvítězil nad nepřítelem v jedné z nejkrvavějších bitev, kdy proti sobě stáli na obou stranách římští vojáci, nechal v Murse postavit vítězný oblouk. Jeho pozůstatky však nebyly nalezeny. Bitva si údajně vyžádala okolo čtyřiceti tisíc mrtvých a těla vojáků byla pohřbena v blízkosti dnešní vesnice Trpinja.

## Středověk
Antické město bylo zničeno v roce 441 nájezdem Hunů. Když do oblasti přišli Slované, založili sídlo v blízkosti původní Mursy. 
Ve středověkých dokumentech je město poprvé připomínáno k roku 1196 v dokumentu krále Emericha Uherského, kterým cisterciáckému klášteru udělil právo vybírat clo ze zboží, převáženého přes řeku Drávu. Osijek byl zmíněn jako místo, kde obchodníci řeku často překračovali na cestách mezi Panonskou nížinou a jihovýchodní Evropou. Jednalo se o skromné osídlení, dle historických záznamů Slované překonávali Drávu na lodích a tak zde pravděpodobně most přes řeku postaven nebyl.
O středověké podobě města neexistuje mnoho pramenů. Nacházel se zde kostel sv. Trojice, který měl románské základy a byl v 15. století přestavěn v gotickém stylu. Pány středověkého města byla šlechtická rodina Korogy, která si nechala vybudovat v Osijeku vlastní sídlo (kaštel). Většina místního obyvatelstva hovořila maďarsky. Není doloženo, zda byl Osijek v této době obehnán hradbami; ty s jistotou stály až poté, co se města zmocnili Turci. Korogy se nicméně zasloužil o rozvoj tehdejšího města a o výstavbu pevnosti v jeho středu.

## Turecká nadvláda

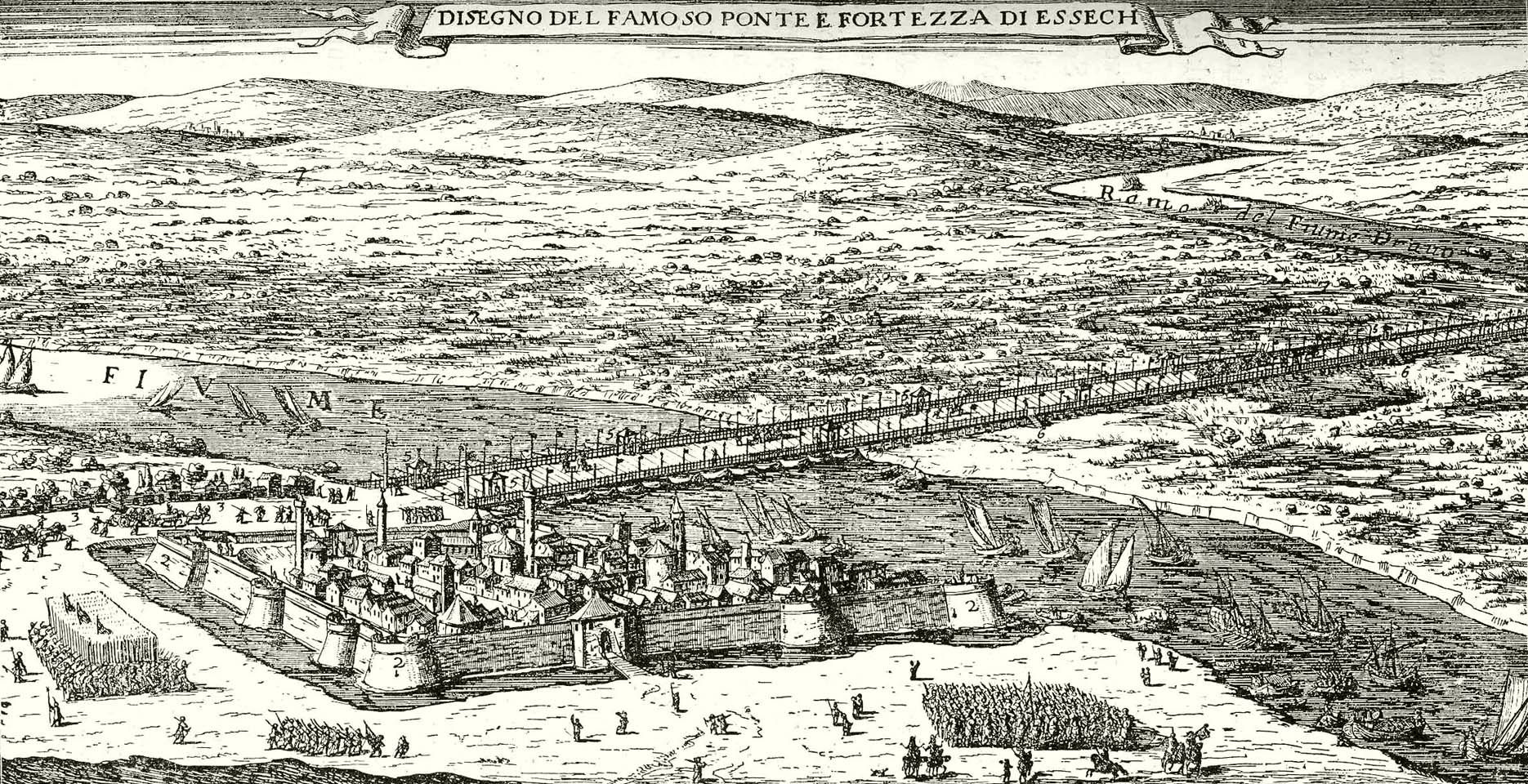
Pontonový most přes Drávu

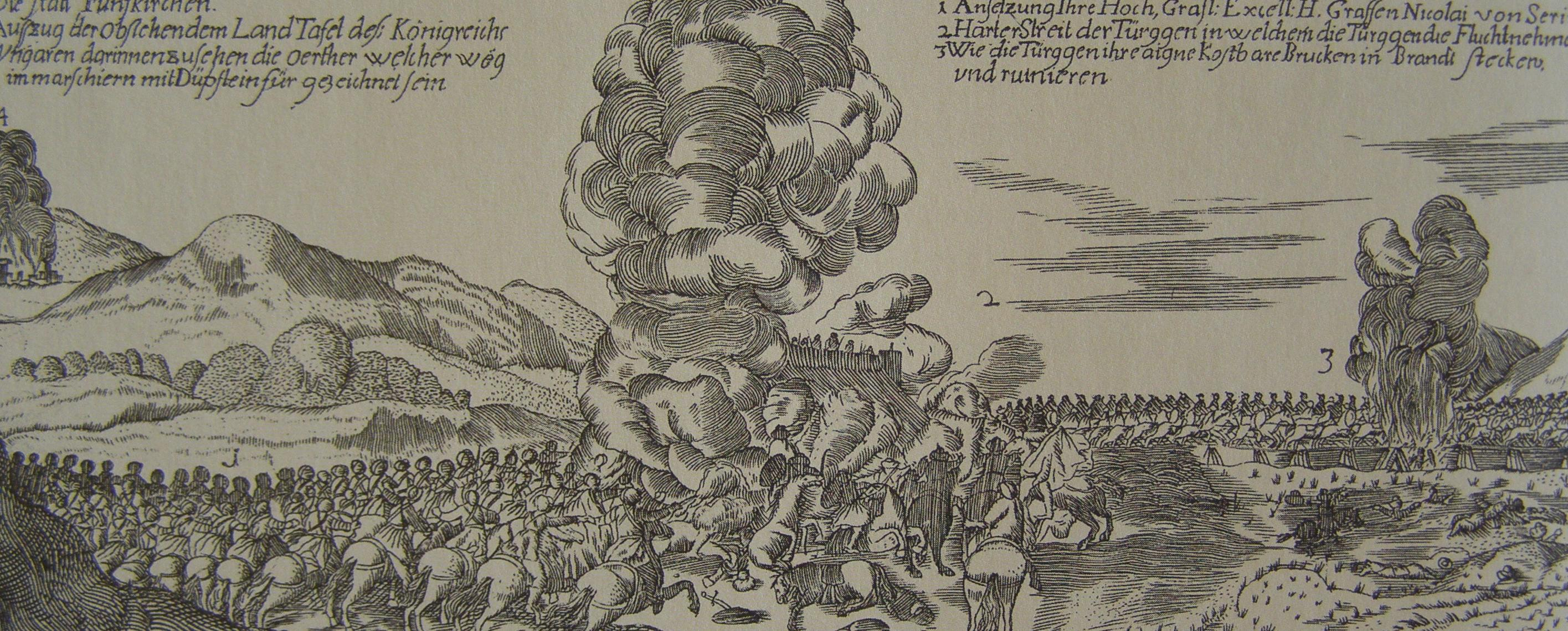
Nikola Zrinski bojující o Osijek.

Postupující osmanská vojska dosáhla Osijeku 14. srpna 1526. Pod tureckou nadvládou zůstal Osijek 160 let. Město se vzdalo Turkům bez boje. Sultán Sulejman I. jej následně nechal obnovit a nařídil zbudovat pontonový most přes řeku Drávu. Nedošlo však k větším stavebním úpravám. Vznikly nové svatostánky pro muslimské věřící, ty však byly většinou vestavěny do původního města. Na místě původní hrobky rodiny Korogy byla postavena mešita. Do města se dosídlili noví obyvatelé. Za více než dvacet let bylo postveno opevnění okolo města, jak jej doložil německý cestovatel Hans Dernschwam v roce 1555.
Město se začalo opět rozvíjet jako obchodní středisko. Navštívil je i turecký cestovatel Evlija Čelebi, který zaznamenal čilý ruch osmanské armády a popsal i Kasim-pašovu mešitu, jejíž základy odhalil archeologický průzkum ve 20. století. Pod Križanićovým náměstím se nacházel náhrobek (turbe), který byl později také odkryt. Město se rozkládalo v lokalitě dnešní pevnosti Tvrđa; mělo zcela jinou (nepravidelnou) uliční síť, byť jeho rozsah byl s pevností srovnatelný. Okolo města se z jižní strany nacházela palanka, příměstská nicméně venkovská přiléhající část sídla.
V průběhu více než sta let, kdy byl součástí Osmanské říše, se Osijek měnil i z hlediska obyvatelstva. Původně malý počet Turků, kteří zde vykonávali státní správu a nebo působili v armádě se začal postupně zvětšovat. Podíl muslimů rostl na úkor křesťanů. Tento proces probíhal nerovnoměrně; zatímco v samotném historickém jádru města tomu bylo rychleji, v jeho okolí (palanka) se značný počet křesťanského obyvatelstva držel velmi dlouho.
V roce 1685 byl během tzv. velké turecké války Osijek zcela vypálen; zničeno bylo město i jeho předměstí (palanka). Postupujícímu císařskému vojsku se nicméně nepodařilo zničit samotnou pevnost na drávském břehu (citadelu).

## 18. století

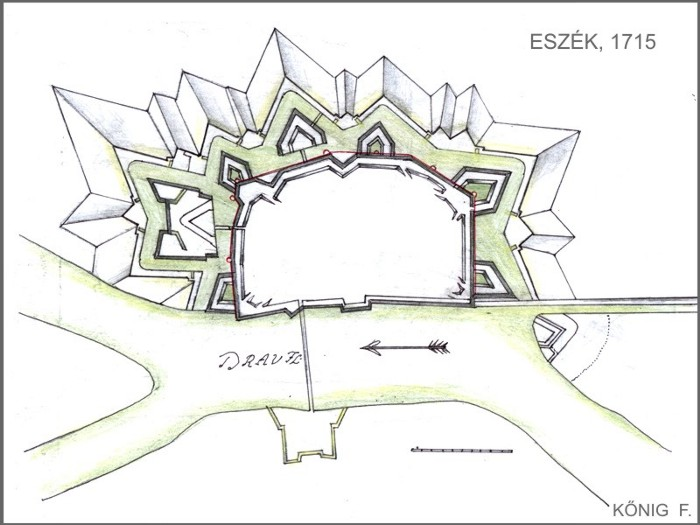
Osijecká pevnost (Tvrđa) po barokní přestavbě na počátku 18. století. Padlo ji za oběť historické jádro města.

Vojska Svaté ligy jej obsadila 29. září 1687, v samotném závěru tzv. velké turecké války, v níž se křesťanským armádám podařilo získat území celých Uher až po řeku Sávu. Turci ještě jednou neúspěšně obléhali město v roce 1690. Podařilo se jim jej však při něm poměrně značně poničit. Konec turecké nadvlády potvrdil Karlovický mír, který určil novou hranici mezi oběma mocnářstvími na řekách Dunaj a Sáva, daleko od Osijeku. Rozhodnutí přestavět Osijek padlo však již ještě před Karlovickým mírem, a to po bitvě u Slankamenu v roce 1691, kdy turecké nebezpečí přestalo být přítomné.
Od té doby bylo město součástí habsburské monarchie. Kvůli jeho strategické poloze blízko hranice s Osmanskou říší byla na břehu řeky Drávy vybudována v letech 1712–1721 pevnost (dnešní Tvrđa). Město samotné bylo přestavěno v barokním stylu; byla zde silná vojenská posádka. Původní koncepce počítaly s možností zachování starého města, nakonec ale padlo rozhodnutí zbourat město celé. Válka vyhnala většinu původních obyvatel pryč (mnozí se skrývali v lesích). Dosídlilo se obyvatelstvo nové z různých koutů Habsburské monarchie. Ve veřejném životě se většinou mluvilo německy. Podle údajů o tehdejším obyvatelstvu se však 81 % tehdejších Osiječanů považovalo za Chorvaty, zastoupeny byly i další národnosti a ze 4,6 % také Češi.
Postupně narostl Osijek do takové velikosti, že jeho některé jeho části získaly vlastní správu a vznikly tak samostatné městské části. Z počátku byly tři (Vnitřní Město, Horní Město a Dolní Město). Jako centrum regionu předstihlo město počtem obyvatel nedalekou Virovitici. Tři místní části byly pod společnou správou tzv. dvorské komory. Později během tereziánských reforem došlo k jejich sloučení, aby město bylo řízeno centralizovaně a mohlo se ucházet o status svobodného královského města. Sjednocení tří samostatných měst v jedno se však uskutečnilo až 2. listopadu 1786 z nařízení císaře Josefa II. Osijek v té době patřil k hlavním centrům Slavonie; byla zde početná obec obchodníků a řemeslníků, nacházela se zde knihovna, divadla a v roce 1729 bylo otevřeno i gymnázium. Vyučovalo se latinsky. Od roku 1735 měl také tiskárnu. V témže roce byla také zřízena teologická škola při místním františkánském klášteře. Druhé gymnázium bylo otevřeno roku 1765. Dnes v jeho budově (tzv. Velkého gymnázia) sídlí Muzeum Slavonie. Městský park byl založen roku 1750.

## 19. století

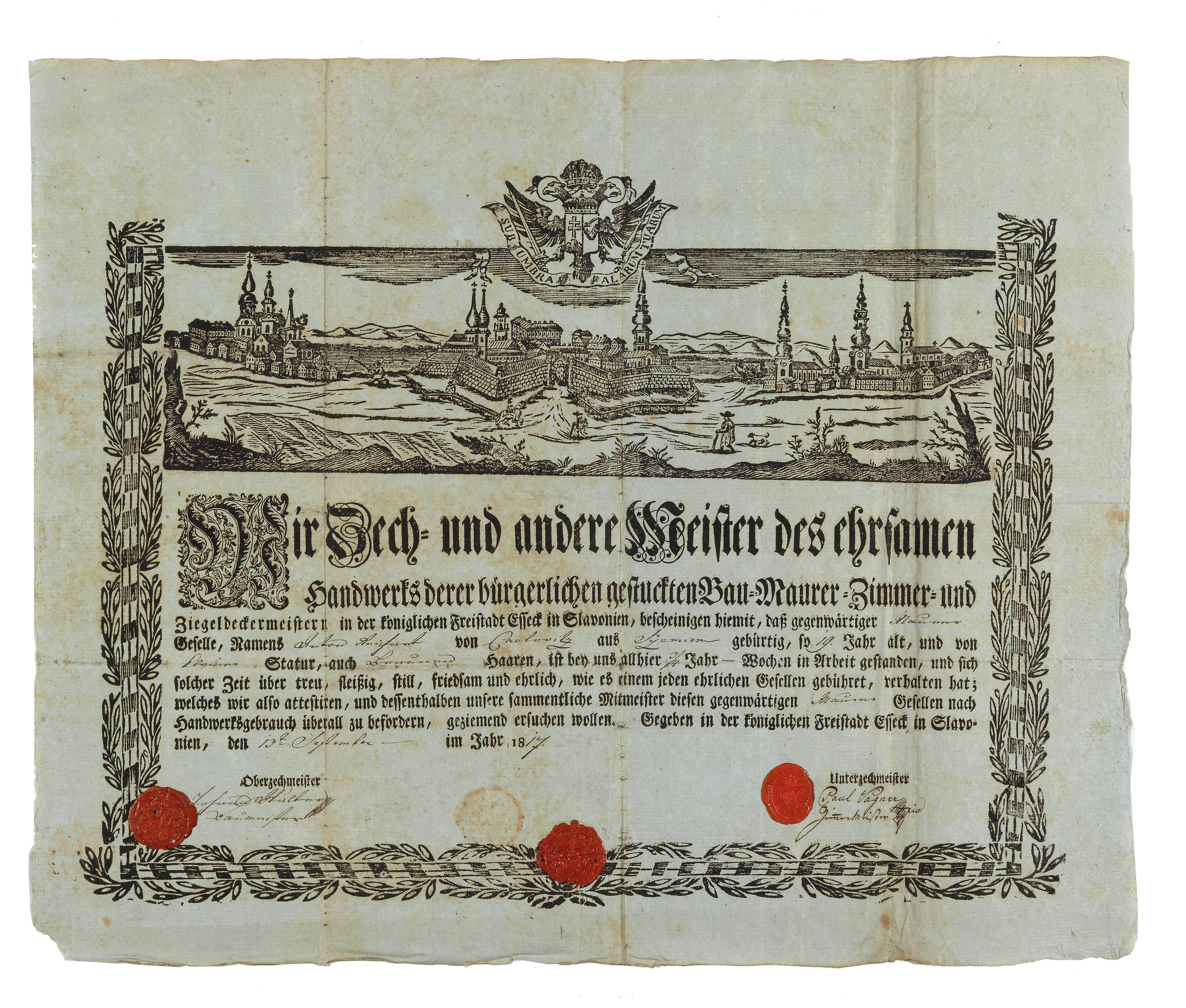
Veduta města v roce 1817.

Status svobodného a královského města získal Osijek až 28. srpna 1809. Růst počtu obyvatel od 19. století se týkal především Horního Města. V souvislosti s napoleonskými válkami v Evropě bylo opevnění Tvrđi na počátku 19. století určitým způsobem upraveno a zmodernizováno. V této době také existoval přes řeku Drávu dřevěný most, ten však byl často ničen velkou vodou nebo jinými pohromami. Za přechod po mostě se platilo v této době mýtné.
Roku 1846 město získalo i svůj župní palác a roku 1866 divadlo. V polovině století zde žilo 14 tisíc obyvatel. Během revolučních let 1848 až 1849 se místní uherská vojenská posádka bez boje vzdala vzbouřencům.
Do konce století byly otevřeny také střední odborné školy. V roce 1874 zde byla dokončena nemocnice, největší v celém regionu. V roce 1869 byl postaven parní mlýn.
Roku 1870 bylo navázáno železniční spojení se zbytkem Uher vybudováním přímé trati z Budapešti. Železnice umožnila především změnu obchodních tras, neboť značná část zboží, které procházelo přes Osijek, byla do té doby přepravována po Dunaji do místního přístavu. Ta však pro Osijek nebyla nejvhodnější: zboží do Bosny a Hercegoviny bylo možné přepravovat z Uher také jinými směry. Od roku 1884 jsou v Osijeku v provozu také tramvaje.

## První polovina 20. století

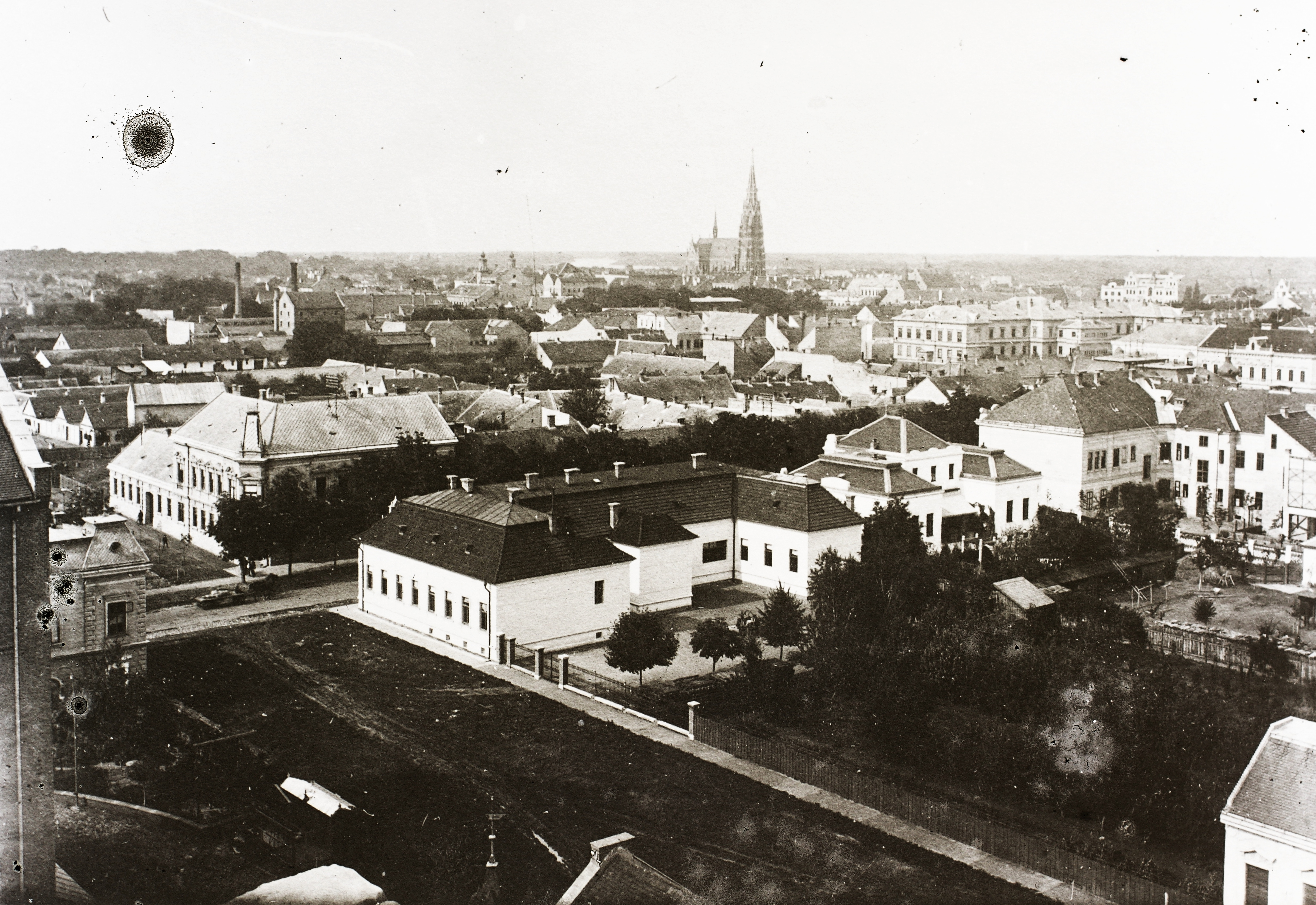
Osijek na počátku 20. století

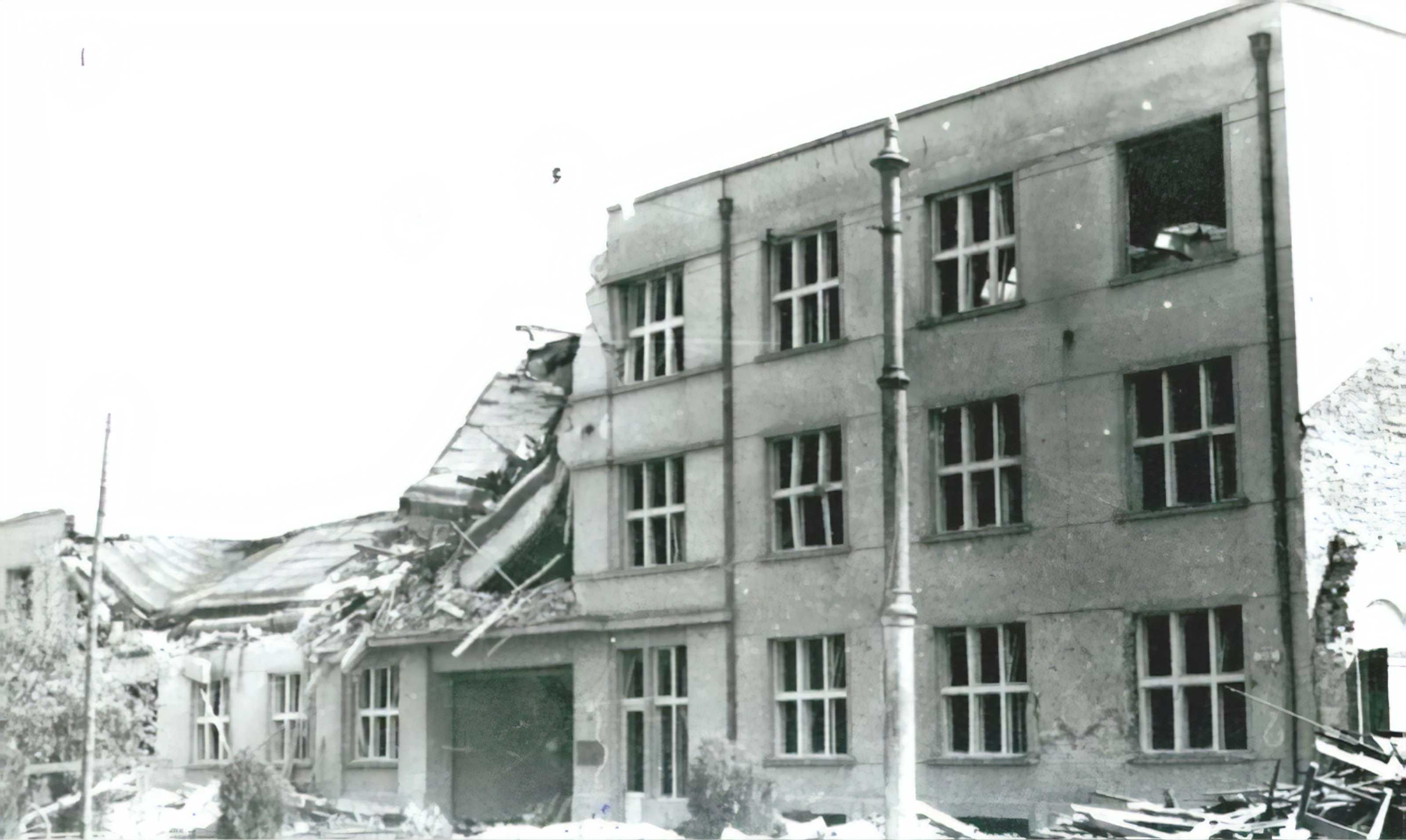
Výsledek bombardování města.

Před vypuknutím první světové války patřil Osijek k rychle rostoucím uherským městům, kde se stavěly četné secesní vily. Hospodářský rozvoj v rámci uherského Chorvatska byl srovnatelný jen s několika dalšími městy. Roku 1906 byl v Osijeku otevřen cukrovar, který zpracovával cukrovou řepu a zaměstnával 250 pracovníků. V této době také začala tradice textilní výroby, v níž působila řada podniků, po druhé světové válce znárodněná. Na počátku 20. století pracovala značná část místního obyvatelstva buď v cukrovaru (nebo na něm napojených závodech), nebo v továrně na výrobu zápalek.
V roce 1910 mělo město podle rakousko-uherského sčítání lidu 31 338 obyvatel, z nichž 12 625 bylo chorvatské národnosti, 11 269 byli Němci, 3 729 Maďaři, 2 889 Srbové a 876 se hlásilo k jiným národnostem. Drtivá většina obyvatelstva byla římskokatolického vyznání (24 976), méně se hlásilo k pravoslavné církvi (2 943), židovství (2 943) a různým protestantským církvím. Místní židovská komunita v roce 1919 iniciovala vznik židovské organizace na území celé Jugoslávie; její ustavující sjezd se uskutečnil právě v Osijeku.
Po skončení války se stal součástí Království Srbů, Chorvatů a Slovinců a později Jugoslávie. Vznik nového státu přinesl městu hospodářské problémy, neboť řada místních podniků byla orientovaná na trhy habsburské monarchie a musela rychle hledat nová odbytiště. Ve 20. letech padlo rozhodnutí zmenšit prostor pevnosti Tvrđa a dalších menších pevnůstek a valů v okolí města. Z původních osmi bastionů se tak dochovaly pouze dva (Karlův a Eugenův). Řada z nich byla zničena; např. nejspíše původní turecká kašna. Město nicméně získalo stavební materiál a prostor k výstavbě nové elektrárny. Ta se uskutečnila v roce 1926. Ve 20. letech působilo v Osijeku 584 různých podniků a firem. Společenský život se rovněž rozvíjel, působila zde např. organizace Jadranská stráž (chorvatsky Jadranska straža). Pro další rozvoj města bylo v polovině 30. let rozhodnuto o nové výstavbě jižně od železniční stanice. Elektrifikována byla rovněž tramvajová síť. V meziválečné Jugoslávii se však prostředků pro investice příliš nedostávalo, a bylo jich ještě méně po vypuknutí hospodářské krize ve 30. letech 20. století. Proto ani v této době nedošlo kromě uvedeného k dalšímu rozvoji města.

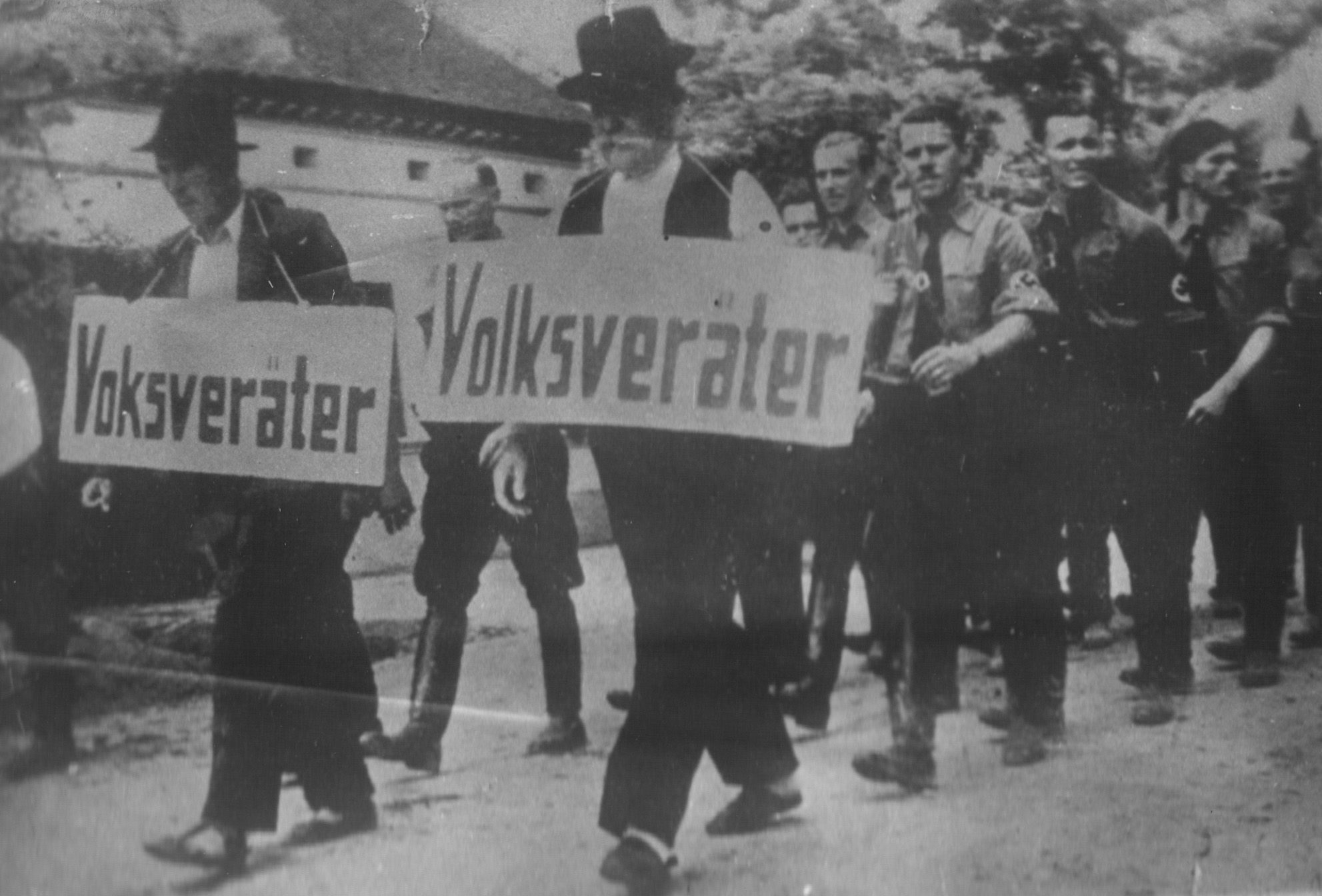
Osiječtí Němci, kteří nechtěli vstoupit do nacistických organizací, byli nuceni nést ceduli s názvem „Zrádce národa“

Po roce 1941 bylo začleněno do fašistického Nezávislého státu Chorvatsko. Nacházela se zde ilegální tiskárna partyzánského hnutí odporu, která byla v roce 1943 odvezena. Pro potřeby německé národnostní menšiny, která byla přirozeně ve fašistickém Chorvatsku kvůli dobrým vztahům s nacistickým Německem protežována, byl po celou dobu války budován tzv. německý dům. Po skončení války sloužil jako Dělnický dům a v roce 1981 byl zbořen.
Spojenecká letectva v závěru války město opakovaně bombardovala. Osijek byl zvolen jako strategický cíl, neboť se zde nacházela rafinerie a důležité nádraží. Sídlila zde také organizace příslušníků německé národnostní menšiny v Chorvatsku Deutsche Volksgruppe. Pro ustašovský chorvatský stát se vzhledem k obnově historických hranic stal Osijek pohraničním městem. Zvětšené Maďarsko zabralo část původní župy Baranja, včetně severního předmostí Osijeku. Hranice procházela středem řeky Drávy.
Ustupující německá armáda zničila silniční most přes řeku Drávu; železniční zůstal nepoškozen. Město bylo osvobozeno 14. dubna 1945. Po skončení války bylo místní německé obyvatelstvo vysídleno. Od roku 1945 byl opět Osijek součástí Jugoslávie. V létě 1945, kdy již bylo po válce nicméně došlo v Osijeku do násilností mezi místním chorvatským a srbským obyvatelstvem, kdy vypukla hysterie a lynčování údajných ustašovců. Situaci následně musel řešit Svaz komunistů Chorvatska, ve snaze udržet v oblasti klid a pořádek.
V roce 1947 se odehrál v Osijeku soudní proces s tzv. Soštarićovou skupinou. V témže roce začaly v Osijeku také vycházet noviny Glas Slavonije, a to v nákladu okolo patnácti tisíc výtisků.
Od roku 1949 byl Osijek ustanoven za centrum Slavonské oblasti.

## 2. polovina 20. století

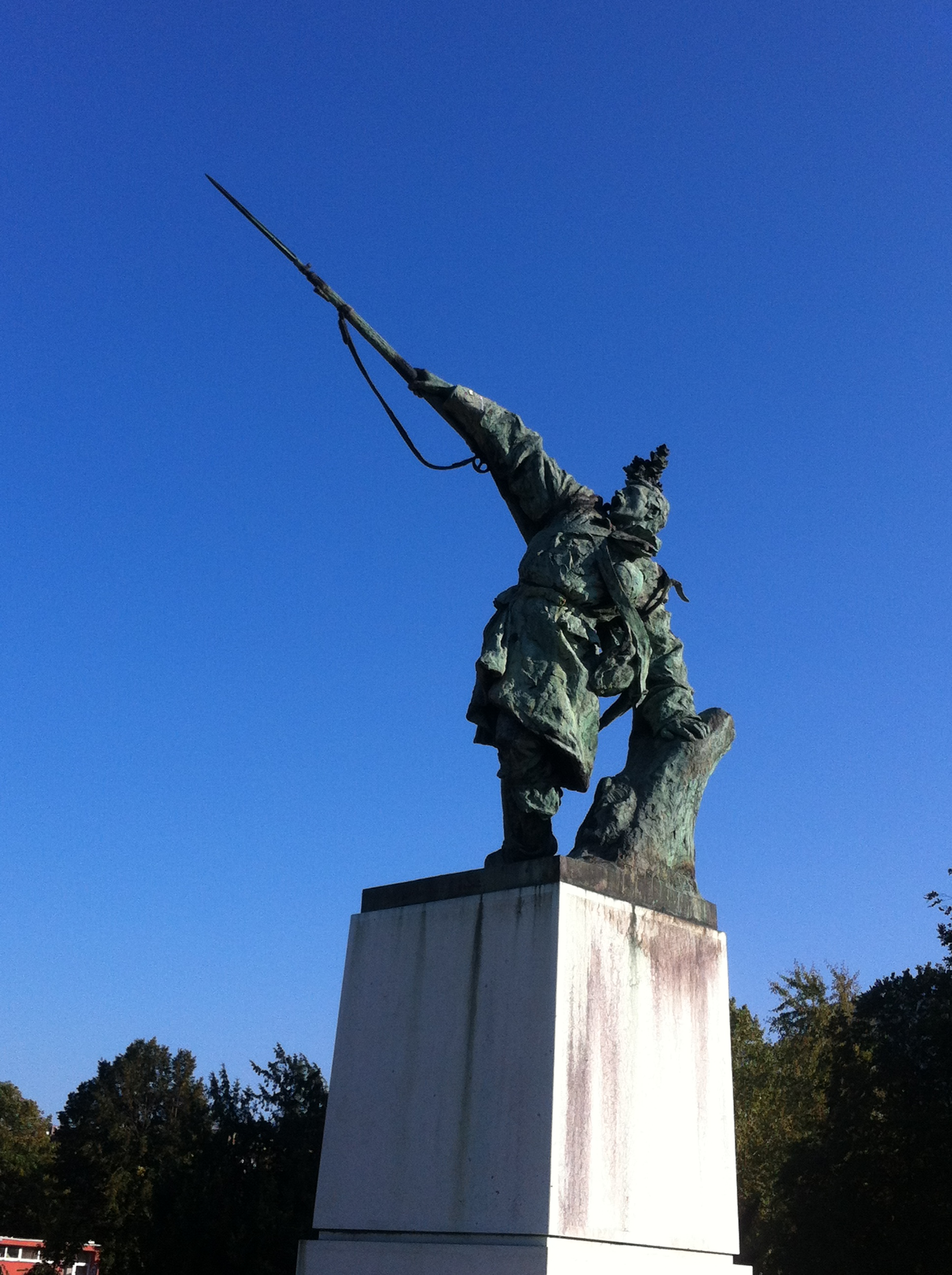
Památník padlým vojákům.

Po válce bylo město industrializováno: byla vybudována továrna Saporia, která vyrábí čisticí prostředky; již existující cukrovar zvětšil během prvních 20 let po válce svpji kapacitu na dvojnásobek; modernizovány byly i textilní podniky (Svilana Osijek), které dosáhly nebývalé výrobní kapacity, zaměstnávaly značný počet lidí a vyráběly různé textilie včetně umělého hedvábí a dalších syntetických tkanin. Obnoven byl původně zničený silniční most přes řeku Drávu (v roce 1962). Bylo zde rovněž zřízeno několik fakult (hospodářská, filozofická a zemědělská) a jiných vysokých škol. V roce 1975 získal Osijek i univerzitu, která v současné době nese jméno Josipa Juraje Strossmayera. Jhovýchodně od centra města vyrostla panelová sídliště. Od roku 1967 měl i první moderní obchodní dům, který navrhl architekt Milan Mihelić a získal za něj ocenění deníku Borba.
Na přelomu 70. a 80. let 20. století probíhaly v okolí Križanićova náměstí rozsáhlé archeologické průzkumy, které měly za cíl odhalit co nejvíce z existence města před přestavbou historického centra do podoby barokní pevnosti. Odhaleny byly základy Kásim-pašovy mešity a některých dalších staveb. 
Během chorvatské války za nezávislost byl Osijek jedním ze strategických cílů jugoslávské lidové armády a k ní přidružených polovojenských formací.[zdroj?] Město bylo dlouhodobě ostřelováno a řada místních budov byla těžce poškozena. Téměř zničen byl textilní průmysl. JLA obsadila několik okolních vesnic a okrajových částí města (např. Paulin Dvor, Antunovac apod.). Na rozdíl od některých jiných měst na východě Chorvatska (např. Vukovaru) se však JLA nepodařilo Osijek nikdy obsadit. Během celé války zahynulo na území města 1500–2000 lidí, (čísla se v různých zdrojích rozcházejí). Enormní škody utrpěly průmyslové podniky.
V roce 1981 měl Osijek 104 775 obyvatel, z nichž bylo 63 373 chorvatské národnosti, 13 716 Srbů a 1 521 Maďarů. Tento podíl se po válce změnil tím, že klesl podíl Srbů z 20 % na 7,6 %. Po skončení konfliktu město postihl ekonomický útlum, snížení výroby a odliv obyvatel do jiných částí Chorvatska nebo do zahraničí. V roce 2011 počet obyvatel Osijeku činil jen něco málo přes osmdesát tisíc. Příčinou poklesu nebyla ani tolik válka v 90. letech 20. století, jako spíš hospodářský útlum po válce, deindustrializace, která zasáhla i východní Evropu, a odchod Chorvatů do zahraničí.
Ještě v druhé dekádě 21. století se v okolí města nacházela území, která byly zaminována během chorvatské války za nezávislost a ve městě zůstávaly i některé objekty, které se nedočkaly po válce obnovy. I přes obtížnou ekonomickou situaci i odlehlost města od zbytku Chorvatska byl nicméně v roce 2021 Osijek zvolen německým časopisem Fokus za jedno z top 10 měst z hlediska kvality života pro seniory.